# 시선집중
《김종배의 시선집중》은 MBC 표준FM(수도권 기준 FM 95.9MHz)에서 평일은 아침 7시 5분부터 아침 8시 30분까지, 주말은 아침 7시 5분부터 아침 8시까지 방송되는 아침 시사 라디오 프로그램이다.

## 역사
2000년 10월 23일에 첫방송되었고, 2013년 5월 10일을 끝으로 13년 동안 진행하였던 前 교수이자 이전 MBC 아나운서였던 손석희가 JTBC 보도담당 사장으로 부임하게 되면서 하차하였다. 후임이 정해지지 않은 상태에서 하차를 하였기에 임시 진행자로 이재용 아나운서와 김창옥 아나운서가 번갈아 진행하다가 2013년 7월 8일부터는 신동호 아나운서가 정식으로 진행하였다. 그러나 MBC 노조파업으로 인해 2017년 9월 4일에 하차하였으며, 2017년 11월 15일에 MBC의 노조 파업이 중단됨에 따라 2017년 11월 20일부터 변창립 아나운서가 진행하였고, 변창립 아나운서가 부사장이 되면서 2017년 12월 14일부터 2018년 4월 6일까지 양지열 변호사가 진행하였다가, 2018년 4월 9일부터 이범 교육평론가가 진행하였고, 2018년 10월 8일부터 심인보 뉴스타파 기자가 진행하였으며, 2019년 6월 21일부터 2019년 6월 28일까지 박경추 아나운서가 임시 진행한 이후 2019년 7월 1일부터는 김종배 시사평론가가 진행하고 있다. 단, 2023년 11월 20일부터 매일 방송으로 확대되었다.

## 방송 시간
| 방송 채널  | 방송 기간                           | 방송 시간                       |
| ---------- | ----------------------------------- | ------------------------------- |
| MBC 표준FM | 2000년 10월 23일 ~ 2005년 10월 22일 | 월~토요일 아침 6:30 ~ 아침 8:00 |
| MBC 표준FM | 2005년 10월 24일 ~ 2013년 3월 23일  | 월~토요일 아침 6:15 ~ 아침 8:00 |
| MBC 표준FM | 2013년 3월 25일 ~ 2017년 6월 23일   | 평일 아침 6:15 ~ 아침 8:00      |
| MBC 표준FM | 2017년 6월 26일 ~ 2018년 4월 6일    | 평일 아침 7:30 ~ 오전 9:00      |
| MBC 표준FM | 2018년 4월 9일 ~ 2018년 10월 5일    | 평일 아침 7:25 ~ 오전 9:00      |
| MBC 표준FM | 2018년 10월 8일 ~ 2019년 9월 27일   | 평일 아침 7:20 ~ 아침 8:30      |
| MBC 표준FM | 2019년 9월 30일 ~ 2021년 9월 24일   | 평일 아침 7:05 ~ 아침 8:30      |
| MBC 표준FM | 2021년 9월 27일 ~ 2023년 11월 18일  | 월~토요일 아침 7:05 ~ 아침 8:30 |
| MBC 표준FM | 2023년 11월 20일 ~ 현재             | 매일 아침 7:05 ~ 아침 8:30      |

## DJ
- 1대 : 손석희 아나운서 : 2000년 10월 23일 ~ 2013년 5월 10일
- 2대 : 신동호 아나운서 : 2013년 7월 8일 ~ 2017년 9월 4일
- 3대 : 변창립 아나운서 : 2017년 11월 20일 ~ 12월 13일
- 4대 : 양지열 변호사 : 2017년 12월 14일 ~ 2018년 4월 6일
- 5대 : 이범 교육평론가 : 2018년 4월 9일 ~ 10월 5일
- 6대 : 심인보 뉴스타파 기자 : 2018년 10월 8일 ~ 2019년 6월 20일
- 7대 : 김종배 시사 평론가 : 2019년 7월 1일 ~ 현재

## 코너
매일 코너
- 이슈 인터뷰
- JB TIMES (with. 더 막내작가)
- 6분집중

요일 코너
금요일 : 사이시옷(with 안준형 변호사)
토요일 : 토닥토담(with. MC장원, 장윤미 변호사, 최민석 작가)
일요일: GB times(with. with 송현서 기자, 김영미 PD, 이용주 캐스터)
유튜브 연장 코너
- 월요일 : 세계눈우리눈 (with. 최종건 연세대학교 정치외교학과 부교수)
- 화요일 : 정치두드림 (with. 시사IN 김은지 기자, 오마이뉴스 곽우신 기자)
- 수요일 : 정경유착 시즌2 (with. 우석진 명지대학교 교수) / 현.대.전
- 목요일 : 개념POL폴 (with. 이관후 건국대학교 상허교양대학 교수)
- 금요일 : 언중유골 (with. 헬마우스 임경빈 작가, 미디어오늘 노지민 기자)

## 지역 방송국 프로그램
- 1, 2부·주말은 전국 방송이며 3부 부산은 지역 자체 방송이다.

| 방송 채널      | 방송 권역  | 프로그램      | 방송 시간                     | 진행자                                |
| -------------- | ---------- | ------------- | ----------------------------- | ------------------------------------- |
| 부산MBC 표준FM | 부산광역시 | 자갈치 아지매 | 매주 평일 아침 8시 ~ 오전 9시 | 자갈치 아지매 김진수, 서정모 아나운서 |

## 같이 보기
- 뉴스
- 시사
- 정치